# Vicenç Ochoa Truyols
Vicenç Ochoa Truyols (Alcúdia, 1963) és un fotògraf, pintor i escultor mallorquí.

## Exposicions individuals
- 1989 	Meditacions Estètiques” 1ª parte. Antigua Central Térmica Gesa 1. Port d'Alcúdia-Mallorca.
- 1989 Meditacions Estètiques” 2ª parte. Sala de exposiciones Colonya. Alcúdia-Mallorca.
- 1990 	Construccions 1ª parte” Galería Actual Art. Pollença-Mallorca.
- 1991 	Construccions 2ª parte” Galería Anagma. Valencia.
- 1993 	Sense Traumes” Torre de Ses Puntes. Manacor-Mallorca.
- 1993 Matinada de Llautó-Horabaixa de Coure 1ª parte”. Galería Pedrona Torrens. Alcúdia-Mallorca.
- 1993	Matinada de Llautó-Horabaixa de Coure 2ª parte”. Galería Lourdes Jáuregui. Zaragoza.
- 1995 	Pequeño Formato”. Fundación Florencio de la Fuente. Huete-Cuenca.
- 1998 	A-MARC-G”. Es Cavallets. Sa Pobla-Mallorca.
- 2002 	You can be a hero”. Muralla Bizantina. Cartagena-Murcia.
- 2003 	Entre el cel i la terra”. Iglesia El Roser. Ciutadella-Menorca.
- 2006 	On Air”. Sala El Castillo. Museo de Arte Contemporáneo Florencio de la Fuente. Requena-Valencia.
- 2006 Totes les finestres del món”. Can Fondo. Alcúdia-Mallorca.
- 2006 El puente imaginario”. Sala Luis Garay. Universitat de Múrcia.
- 2008 	Un arbre és…?”. Galería Joan Melià. Alcúdia-Mallorca.
- 2009 	Monde d'ombres”. Galería Concha de Nazelle. Toulouse-Francia.
- 2010 	La música del viento”. Galería Kur. Donostia-San Sebastián.
- 2010 Endivia-Envidia”. Galería VTA3. Marbella-Málaga.
- 2012 	Amor de Aire y Cenizas”. Galeria Marimón, Can Picafort - Mallorca
- 2013 	D-ISLA A-ISLA”. Festival la Huella de España, C. Balear. La Habana - Cuba. Can Fondo, Alcúdia - Mallorca.
- 2014 	D-ISLA A-ISLA”. Sala Ajuntament Vell. Formentera